# Tour de Münster 2016
Le Tour de Münster 2016 est la onzième édition de cette course cycliste. Elle fait partie du calendrier UCI Europe Tour 2016 en catégorie 1.HC et a lieu le 3 octobre 2016. Elle est remportée par le coureur allemand John Degenkolb, de l'équipe Giant-Alpecin, qui s'impose au sprint devant le Belge Roy Jans (Wanty-Groupe Gobert) et l'Allemand Pascal Ackermann (Rad-net Rose).

## Équipes participantes
| WorldTeams (4)- Giant-Alpecin - Lotto-Soudal - Dimension Data - Etixx-Quick Step Équipes continentales professionnelles (9)- Bora-Argon 18 - CCC Sprandi Polkowice - ONE Pro Cycling - Stölting Service Group - Verva ActiveJet - Topsport Vlaanderen-Baloise - Team Roth - Wanty-Groupe Gobert - Team Novo Nordisk Équipes continentales (9)- Stradalli-Bike Aid - Rad-net Rose - Kuota-Lotto - Metec-TKH-Mantel - Crelan-Vastgoedservice - Team Sauerland NRW p/b Henley & Partners - Christina Jewelry - LKT Brandenburg - Heizomat |
| |

## Classement
La course est remportée par le coureur allemand John Degenkolb (Giant-Alpecin).
|    | Cycliste           | Pays             | Équipe                      | Temps           |
| -- | ------------------ | ---------------- | --------------------------- | --------------- |
| 1  | John Degenkolb     | Allemagne        | Giant-Alpecin               | 4 h 50 min 52 s |
| 2  | Roy Jans           | Belgique         | Wanty-Groupe Gobert         | m.t.            |
| 3  | Pascal Ackermann   | Allemagne        | Rad-net Rose                | m.t.            |
| 4  | Matteo Trentin     | Italie           | Etixx-Quick Step            | m.t.            |
| 5  | Dion Smith         | Nouvelle-Zélande | ONE                         | m.t.            |
| 6  | Alan Banaszek      | Pologne          | CCC Sprandi Polkowice       | m.t.            |
| 7  | Phil Bauhaus       | Allemagne        | Bora-Argon 18               | 2 s             |
| 8  | Gianni Meersman    | Belgique         | Etixx-Quick Step            | 2 s             |
| 9  | Robin Stenuit      | Belgique         | Wanty-Groupe Gobert         | 3 s             |
| 10 | Bert Van Lerberghe | Belgique         | Topsport Vlaanderen-Baloise | 3 s             |